# Serpentine River (Gordon River)
Der Serpentine River ist ein Fluss im Südwesten des australischen Bundesstaates Tasmanien. 

## Geografie

### Flusslauf
Der Ober- und Mittellauf des 26 Kilometer langen Serpentine Rivers liegt im Westteil des Lake Pedder, der an seinem Westende am Serpentine-Staudamm aufgestaut wurde. Durch diesen Stausee ist der Serpentine River auch mit dem Huon River verbunden, der durch den Ostteil des Stausees fließt. Drei Kilometer nordwestlich der Staumauer, unterhalb des Mount Sprent, mündet der Serpentine River in den Gordon River, der gerade den Lake Gordon verlassen hat.

### Nebenflüsse mit Mündungshöhen
Er hat folgende Nebenflüsse:
- Swampy Creek – 309 m
- McPartlan Canal – 309 m

### Durchflossene Stauseen
Er durchfließt folgende Seen:
- Lake Pedder – 309 m